# Ère Keiun
L'ère Keiun (慶雲) est une des ères du Japon (年号), nengō  littéralement « le nom de l'année ») suivant l'ère Taihō et précédant l'ère Wadō. Cette ère couvre la période allant du mois de mai 704 jusqu'au mois de janvier 708. L'empereur et l'impératrice régnants sont Mommu (文武天皇) et Genmei (元明天皇).

## Changement d'ère
- 704 Keiun gannen (慶雲元年?) : Le nom de la nouvelle ère est créé pour marquer un événement ou une suite d'événements. L'ère précédente se termine comme la nouvelle commence, en  Taihō 4, le 7e jour du 5e mois de 704[1].

## Évènements de l'ère Keiun
- 707 (Keiun 4) : L'empereur Mommu meurt mais son fils et héritier est jugé trop jeune pour recevoir la succession (senso). C'est la mère de l'héritier qui accède formellement au trône (sokui) sous le nom d'impératrice Genmei jusqu'à ce que son fils soir assez mûr pour accepter le senso et le sokui[2].
- 18 juillet 707 (Keiun 4, 15e jour du 6e mois) : Genmei est intronisé à l'âge de 48 ans[1].
- 708 (Keiun 5) : Le nom de l'ère est sur le point d'être changé pour marquer l'accession au trône de l'impératrice Genmei; mais le choix du nom Wadō comme nouveau nengō pour ce nouveau règne permet de marquer l'heureuse découverte de cuivre dans le district de Chichibu dans ce qui est à présent la préfecture de Saitama[3]. Le mot japonais pour cuivre est dō (銅) et puisqu'il s'agit de cuivre indigène, le wa (l'ancien mot chinois pour désigner le Japon) est combiné avec le dō (cuivre) pour créer un nouveau terme  composite - wadō - signifiant « cuivre japonais ».